# Gunnar Nilsson
 Gunnar Nilsson  va ser un pilot de curses automobilístiques suec que va arribar a disputar curses de Fórmula 1.
Va néixer el 20 de novembre del 1948 a Helsingborg, Suècia i va morir de càncer el 20 d'octubre del 1978 a Londres, Anglaterra.

## A la F1
Gunnar Nilsson va debutar a la segona cursa de la temporada 1976 (la 27a temporada de la història) del campionat del món de la Fórmula 1, disputant el 6 de març del 1976 el G.P. de Sud-àfrica al circuit de Kyalami.
Va participar en un total de trenta-dues curses puntuables pel campionat de la F1, disputades en dues temporades consecutives (1976-1977) aconseguint una victòria i quatre podis i assolí trenta-un punts pel campionat del món de pilots.

## Resultats a la Fórmula 1
| Any  | Equip                         | Xassís | Motor    | 1       | 2       | 3         | 4       | 5       | 6       | 7       | 8       | 9       | 10    | 11      | 12      | 13      | 14      | 15      | 16      | 17      | Posició | Punts |
| ---- | ----------------------------- | ------ | -------- | ------- | ------- | --------- | ------- | ------- | ------- | ------- | ------- | ------- | ----- | ------- | ------- | ------- | ------- | ------- | ------- | ------- | ------- | ----- |
| 1976 | John Player & Sons Team Lotus | Lotus  | Cosworth | BRA     | SUD Ret | O.USA Ret | ESP 3   | BEL Ret | MON Ret | SUE Ret | FRA Ret | GBR Ret | ALE 5 | AUT 3   | HOL Ret | ITA 13  | CAN 12  | USA Ret | JAP 6   |         | 10è     | 11    |
| 1977 | John Player & Sons Team Lotus | Lotus  | Cosworth | ARG NVS | BRA 5   | SUD 12    | O.USA 8 | ESP 5   | MON Ret | BEL 1   | SUE 19  | FRA 4   | GBR 3 | ALE Ret | AUT Ret | HOL Ret | ITA Ret | USA Ret | CAN Ret | JAP Ret | 8è      | 20    |

### Resum
| Curses: | Victòries: | Pòdiums: | Poles: | Voltes ràpides: | Punts: |
| ------- | ---------- | -------- | ------ | --------------- | ------ |
| 32      | 1          | 4        | 0      | 1               | 31     |